# Carate Urio
Carate Urio là một đô thị ở tỉnh Como trong vùng Lombardia, có cự ly khoảng 45 km về phía bắc của Milano và khoảng 6 km về phía đông bắc của Como. Tại thời điểm ngày 31 tháng 12 năm 2004, đô thị này có dân số 1.222 người và diện tích là 6,9 km².
Đô thị Carate Urio có các frazioni (các đơn vị trực thuộc, chủ yếu là các làng) Cavadino, Greppone, Pangino, Riva, Olzavino, và Lestresio.
Carate Urio giáp các đô thị: Brienno, Faggeto Lario, Laglio, Moltrasio, Schignano, Torno.